# Anemopaegma chamberlaynii
Anemopaegma chamberlaynii là một loài thực vật có hoa trong họ Chùm ớt. Loài này được (Sims) Bureau & K.Schum. mô tả khoa học đầu tiên năm 1896.